# Nijmegen Tigers
Nijmegen Devils je nizozemský profesionální hokejový klub v Nijmegenu. Klub byl založen roku 1968, a v březnu 1969 vstoupili do Holandské hokejové federace. Jejich domovským stadionem je Triavium s kapacitou 1500 lidí, do roku 1996 se hrálo na kluzišti v Heijendaalu.

## Historie
Nijmegen je již nějakou dobu baštou ledního hokeje v Nizozemsku. Historie klubu se vyznačuje řadou úspěchů, ale také mnoha bankroty. Kvůli mnoha bankrotům klub několikrát zanikl, ale stejně často byl znovu založen prostřednictvím nové organizace. V důsledku toho se název už několikrát změnil. V roce 1968 městská rada v Nijmegenu rozhodla, že Nijmegen by měl mít kluziště. Zimní stadion byl postaven v Bellefroidstreet v městské oblasti zvané Heyendaal. Zahajovací zápas Rotterdam - Düsseldorf B (Německo) 6:6 se stal 10. února 1969 prvním zápasem, který se hrál v Nijmegenu. V prosinci 1968 byl hokejovými nadšenci (Hans Janssen a Bas Nas) založen Icehockeyclub Nijmegen (NIJC) a v březnu 1969 vstoupili do Holandské hokejové federace. Vůbec první oficiální zápas, který Nijmegen odehrál, byl proti týmu HIJS-HOKY Haag 15. března 1969. Před 300 diváky Nijmegen tento zápas prohrál 2:8. V prvním roce Nijmegen odehrál jen pár exhibičních zápasů (výhra 4:2 proti Den Bosch a remíza proti Geleen 5:5). 
V sezóně 1969/1970 vstoupil Nijmegen do ligové soutěže ve 3. divizi. Ve svém prvním roce ve 3. divizi postoupil tým Nijmegenu do 2. divize, když ve finále play-off porazil belgický Brusel. První oficiální gól vstřelil bývalý kapitán týmu Ben Smulders v zápase proti Geleenu 8. listopadu po 8 minutách a 20 sekundách. V roce 1971 se tým připojil k Eredivisie se sponzorem Nationale Nederlanden a v roce 1984 vyhrál první národní titul. Z finančních důvodů hrál Nijmegen od sezóny 2011/12 v Eerste Divisie. V sezóně 2014/15 tým získal nového sponzora dresu Ahoud a název se stal Ahoud Devils Nijmegen. V sezóně 2015/16 byla Eredivisie zařazena do BeNe league s nizozemskými i belgickými týmy včetně Nijmegenu. V první sezóně se Devils dostali do play off a ve čtvrtfinále je vyřadil pozdější vítěz HYC REPLAY Herentals z Belgie. V pohárové soutěži vypadli Devils v semifinále proti Heerenveenu. V sezóně 2018/19 vyhrál Ahoud Devils pohár i národní titul. V lednu 2021 Nijmegen Devils zkrachoval.

## Vítězství
- Nizozemská liga ledního hokeje - 10x (1983-84, 1987-88, 1992-93, 1996-97, 1997-98, 1998-99, 1999-00, 2005-06, 2009-10, 2018-19)
- Nizozemský pohár - 5x (1988-89, 1995-96, 1998-99, 2008-09, 2018-19)
- Eerste Divisie - 2× (2012 - divize B, 2022)
- Ron Berteling Shield - 1x (2010)

## Vývoj názvů týmu
- 1967 - S.I.J. Nijmegen
- 1994 - Tigers Nijmegen
- 2003 - Junior Tigers Nijmegen
- 2004 - Emperors Nijmegen
- 2007 - Devils Nijmegen
- 2014 - Ahoud Nijmegen Devils
- 2017 - Devils Nijmegen

## Trenéři
- Aleksandar Anđelić/Alex Andjelic (začátek 1970s - 1985)
- Danny Cuomo (1987-90, 1992-97)
- Andy Tenbult (1990-91)
- Fred Homburg (1991-92)
- Jaro Mucha (1997-98)
- Henri Stoer (1998-99)
- Harrie van Heumen (1999-01)
- Paul Strople (2001)
- Ben Tijnagel (2001-02)
- Dana Knowlton (2002-03)
- Jason Clark (2003)

## Vyvěšená čísla
- 11 - Ben Tijnagel